# برت ۶۱۷۹
سیارک ۶۱۷۹ (به انگلیسی: 6179 Brett، نامگذاری:1986EN) شش هزار و صد و هفتاد و نهمین سیارک کشف شده‌است که در ۳ مارس ۱۹۸۶ کشف شد.
قدر مطلق سیارک برابر ۱۳٫۷۰ است.